# Estanque reflectante del monumento a Lincoln

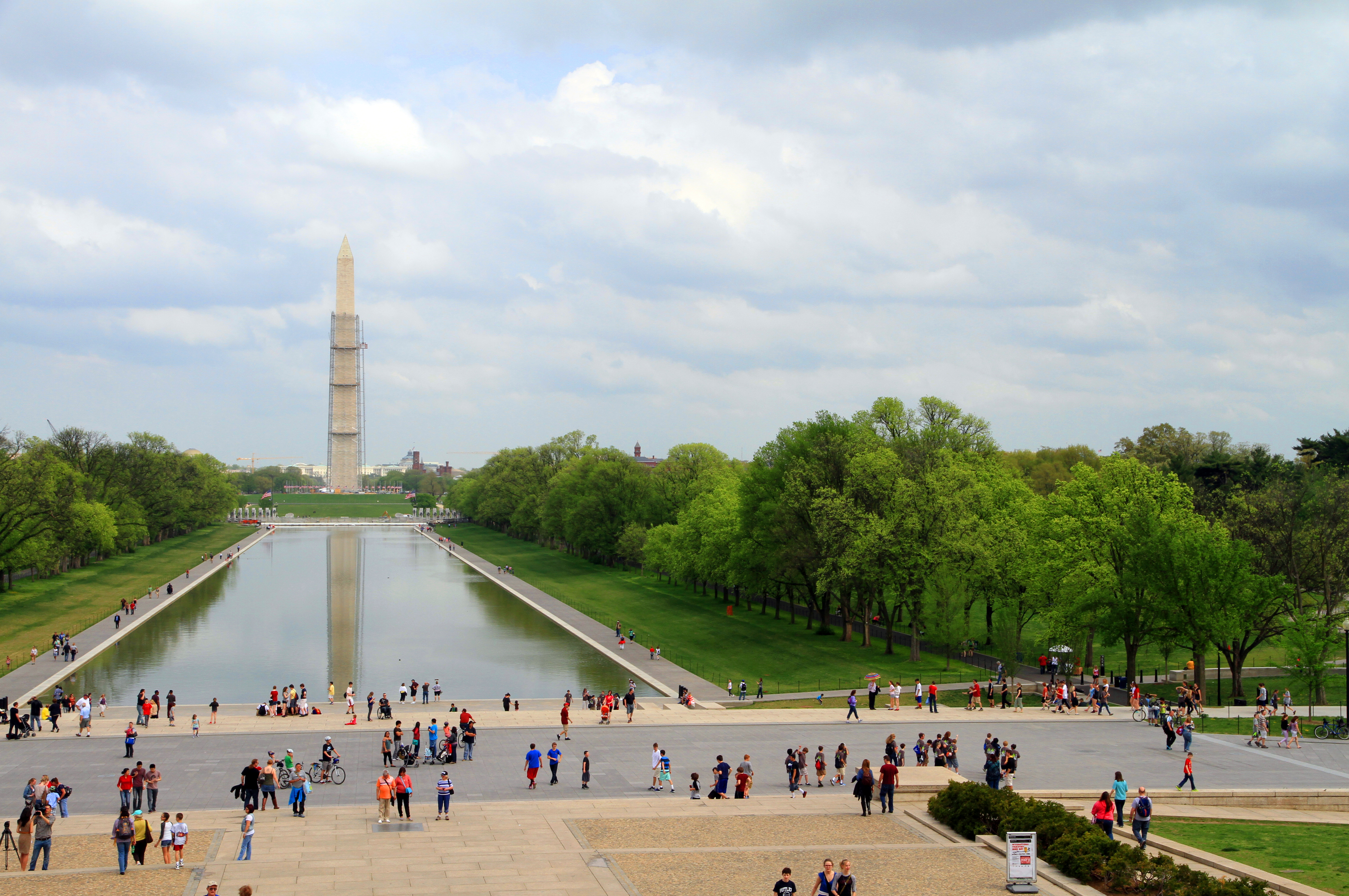
The Lincoln Memorial Reflecting Pool

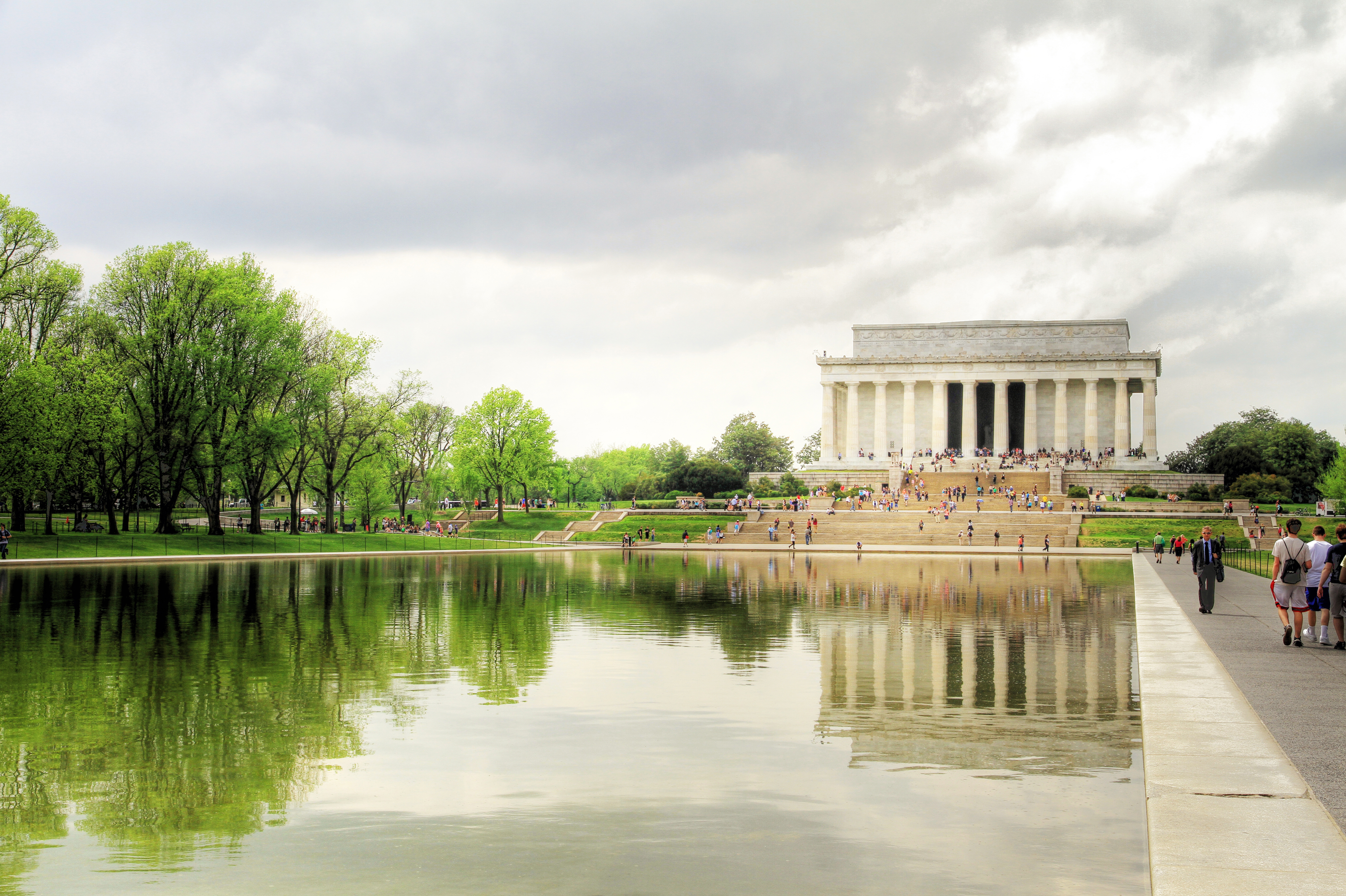
The Lincoln Memorial Reflecting Pool

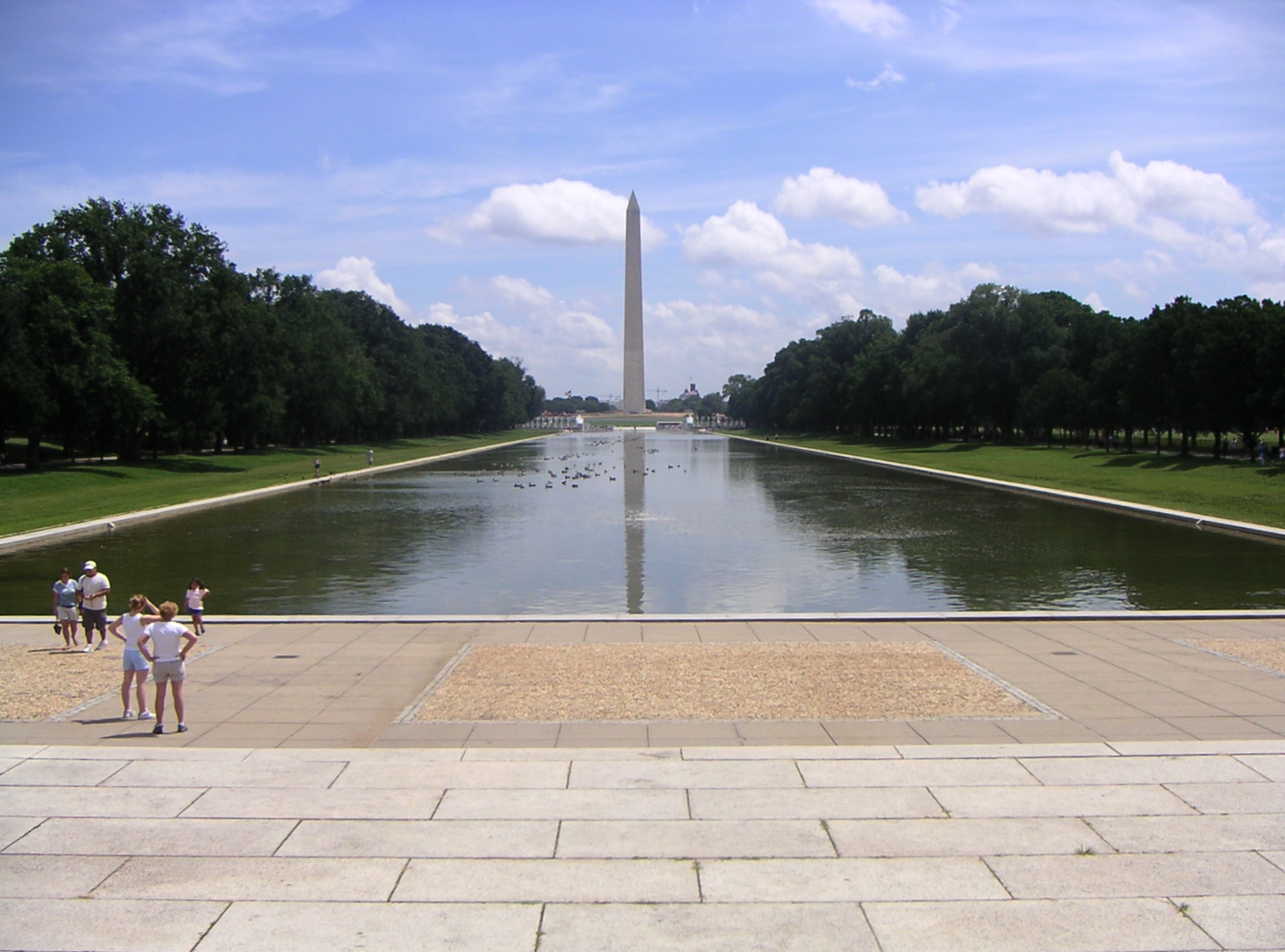
Vista desde el "Memorial a Lincoln" del "Reflecting Pool" con el "Monumento a Washington" al fondo.

El  estanque reflectante del monumento a Lincoln (en inglés: Lincoln Memorial Reflecting Pool) es quizá el estanque o lámina de agua reflectante más conocida de Washington D. C., ubicándose al este del Monumento a Lincoln; se trata de un estanque poco profundo, largo y rectangular, que se encuentra entre los más fotografiados con el Monumento a Washington.
Su ubicación está al oeste del National Mall, y tiene alrededor de 618 metros (2.029 pies) de largo por 51 metros (167 pies) de ancho. Tiene una profundidad de alrededor de 46 centímetros (18 pulgadas) en los lados y de 76 cm (30 pulgadas) en el centro. Contiene unos 25 millones y medio de litros de agua (6.750.000 galones).
Otro estanque de similares características es el Capitol Reflection Pool (o piscina reflectante del Capitolio) localizado al oeste del Capitolio de los Estados Unidos, en el extremo oriental del National Mall. A su lado se encuentra el Memorial a Ulysses S. Grant, que representa la victoria de la Unión que consiguió el General Grant tras la guerra civil estadounidense.
El estanque puede ser visto en un episodio de South Park ("Super Best Friends") y en una escena de la película Forrest Gump. En el episodio 19 de la octava temporada de la serie de animación Padre de Familia (Family Dad), el protagonista Peter Griffin se pelea contra su propio reflejo. También aparece en la serie de Netflix Mesías, mientras el protagonista camina sobre las aguas del estanque al final del sexto episodio y principio del séptimo.
- Datos: Q585532
- Multimedia: Lincoln Memorial Reflecting Pool / Q585532